# Saalmulleria dubiefi
Saalmulleria dubiefi is een vlinder uit de familie van de Metarbelidae. De wetenschappelijke naam van deze soort is voor het eerst gepubliceerd in 1974 door Pierre Viette.
Deze soort komt voor in Madagaskar.